# James Wakefield
James Beach Wakefield (Winstead, 21 marzo 1825 – Blue Earth, 25 agosto 1910) è stato un politico statunitense. Nato a Winstead, frequentò le scuole pubbliche a Westfield e Jonesville; si laureò al Trinity College di Hartford, in Connecticut nel 1846, studiò legge a Painesville, nell'Ohio, successivamente andò a Delphi nel 1852, e due anni dopo si trasferì a Shakopee; fu primo giudice del tribunale della Contea di Faribault, in Minnesota.
La sua carriera politica iniziò nel 1858 quando fu eletto alla Camera dei rappresentanti del Minnesota, venne rieletto nel 1863 e nel 1866, in quest'ultima sessione fu speaker alla Camera. Fu anche membro del Senato del Minnesota dal 1867 al 1869 e vicegovernatore di Stato dal 1875 al 1877, sotto i governatori Cushman Davis e John S. Pillsbury. Venne eletto al 48º e 49º congresso degli USA dal 1883 al 1887, dopodiché si ritirò dalla vita pubblica e morì a Blue Earth, in Minnesota. È sepolto al Evergreen Cemetery, a Painesville.